# 梅爾文資本
梅尔文资本（英语：Melvin Capital Management LP）是一家美国投资管理公司，由加布里埃尔·普洛特金于2014年創辦，总部位于美國纽约。它主要投资于科技類和消费类股票，截至2021年1月，其管理的资产规模为125亿美元。遊戲驛站軋空事件中梅爾文資本損失約68億美元，最終基金於2022年5月關閉。

## 策略
根据该基金网站的介绍，它采用了「自下而上、以基本面研究为导向的流程，以确定采用多空股票策略的投资」CIO加布·普洛特金（Gabe Plotkin）向彭博社描述该基金是一个「非常耗费人力的地方，我们有很多分析师，我们对他们的要求很高。」他还表示，该基金「非常注重空方」（即卖空）。我们有很多分析师，我们对他们的要求很高。」他还表示，该基金对空头（即卖空）有「强烈的关注。」